# ロバート・エンバーソン
ロバート・エンバーソン（Robert Emberson、1866年2月22日 - 1910年4月22日）は、明治時代にキリスト教伝道のため日本へ派遣された宣教師。

## 人物・来歴
1900年に来日し1901年から1910年まで静岡市に滞在して布教活動を行った。社会慈善活動家として、「市民向けの英語学校」、「児童養護施設・静岡ホーム」なども開設。歩兵第34連隊の将校及び軍医、看護卒・婦の英語授業を行い、求めに応じて聖書講義も行った。ロシア人の捕虜120人が入っていた葵ホテル（旧徳川慶喜邸）の世話を務めた。エンバーソンの邸宅は現存する貴重な明治建築であるため、旧エンバーソン邸として保存・一般公開されている。

## 生涯

### 幼年期
- 1866年(慶応2年)2月22日　カナダオンタリオ州 ベンスフォーク村にて父ウィリアムの次男として生誕[3][1]。
- 1890年(明治23年)9月　アルバートカレッジに入学[1]。
- 1893年(明治26年)　アルバートカレッジを卒業[3]。
- 1896年(明治29年)　ビクトリア大学 (トロント大学)（英語版）神学部に入学[1]。
- 1899年(明治32年)6月　ビクトリア大学 (トロント大学)（英語版）を卒業　文学士、神学士の称号を併せ得た[3]。 その後、按手礼を受ける[4]。ヘスター・アン・ハリス(Hester Anne Harris)と結婚[4]。

### 宣教師時代
- 1900年（明治33年）
  - 9月 - カナダ・メソジスト教会の宣教師として来日[4]。
  - 11月23日 - 長女のドロシー(Dorothy)が誕生する[4]。
  - 11月25日 - 徳川慶喜の屋敷が安池家に買い取られホテル『葵ホテル』として開業[5]。
- 1901年（明治34年）10月1日 - 静岡教会に着任[6]。 静岡市東草深2丁目に住む[6]。
- 1902年（明治35年）
  - 7月1日 - 静岡教会の献堂式で説教を行う[7]。
  - 9月 - 静岡英語夜学校を開く[3]。静岡県立静岡中学校[8][注釈 1]、静岡商業学校等で教鞭をとる[3]。
- 1904年（明治37年）
  - 2月8日 - 日露戦争開戦。
  - 4月1日 - 徳川慶喜の屋敷があった静岡市西草深町25番地の一角(現在の静岡市葵区西草深町15−25)に宣教師館(後の旧エンバーソン邸)が完成し、エンバーソン氏入居[9]。
  - 11月20日 - 葵ホテルがロシア人捕虜収容所として陸軍省に借り上げられ、捕虜120人が収容される[10]。エンバーソンも彼らの世話を務めた[11]。
- 1905年（明治38年）
  - 8月 - 静岡市鷹匠一丁目に出征軍人遺家族幼児保管所を開設[3]。
  - 8月22日 - 二女のマジョリー(Marjorie)が誕生する[4]。
  - 9月5日 - 日露戦争終了。
  - 10月 - エンバーソン邸敷地内に学生寄宿舎(後のエンバーソンホール)が建てられる[9]。
  - 11月8日 - 午前0時40分に葵ホテル倉庫より出火し、午前2時頃鎮火。葵ホテル倉庫及び葵ホテル本宅を焼失。エンバーソン邸は焼失を免れる。[10]
- 1906年(明治39年)6月　静岡幼児保管所を開始[3]。
- 1907年(明治40年)4月5日　静岡ホームを創設[3]。
- 1907年(明治40年)5月　任期を終えひとたび帰国[3]。
- 1908年(明治41年)9月　再来日し、マッケンジー宣教師の後任として日本駐在宣教師団総理となる[12]。
- 1909年(明治42年)11月　肝臓がんに冒され上京、聖路加病院に入院[3]。
- 1910年(明治43年)1月9日　療養のため再び帰国[3][1]。
- 1910年(明治43年)2月18日　郷里ベンスフォークで永眠(43歳)[3]。
- 1910年(明治43年)2月21日　カナダピーターボロのジョージ聖教会で葬儀が行われる[1]。

### 死後
- 1910年（明治43年）4月22日 - 三女のロベルタ(Roberta)が誕生する[4]。
- 1926年（大正15年）6月6日 - エンバーソンの建てた学生寄宿舎がエンバーソンホールと命名される。

## 親族
- 妻　ヘスター
- 長女　ドロシー
- 次女　マジョリー
- 三女　ロベルタ